# مردمان جیواروئن

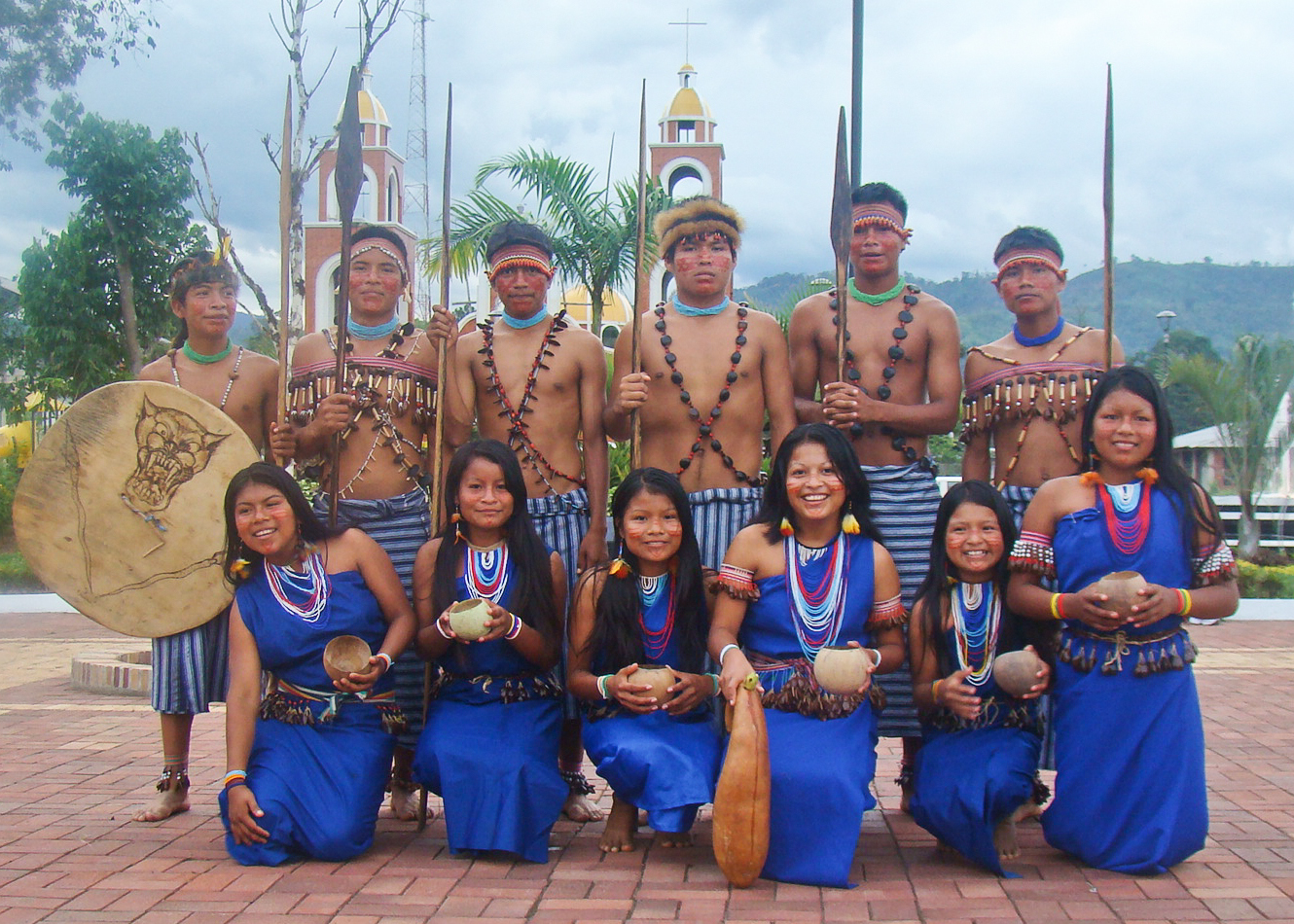

مردمان جیواروئن (انگلیسی: Jivaroan peoples) گروه‌های بومی هستند که در جنگل‌های آمازون آمریکای جنوبی، عمدتاً در بخش‌هایی از اکوادور، پرو و کلمبیا زندگی می‌کنند.

## فرهنگ و سنت‌ها
مردمان جیواروئن دارای میراث فرهنگی غنی هستند که شامل سنت‌ها، آیین‌ها، ساختارهای اجتماعی و باورهای معنوی منحصر به فرد است. آنها ارتباط عمیقی با محیط طبیعی خود ایجاد کرده‌اند و برای امرار معاش خود به جنگل متکی هستند.

## کوچک‌سازی سر

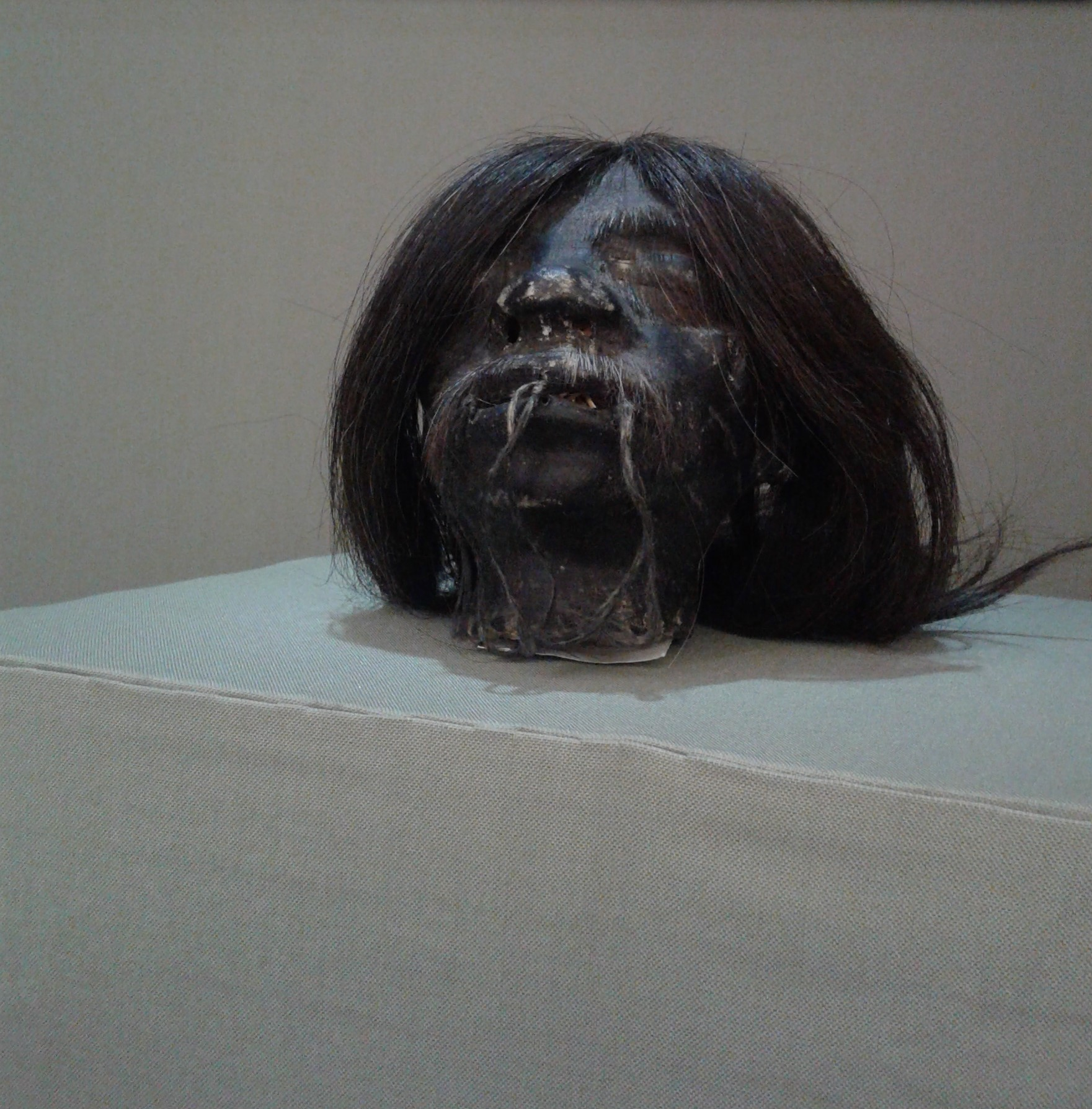
کوچک‌سازی سر - از منطقه آمازون اهدایی رئیس مردمان جیواروئن - موزه برادران امیدوار، مجموعهٔ کاخ‌موزهٔ سعدآباد، زعفرانیه، تهران، ایران

این مردم در گذشته با اقوام همسایه به جنگ و درگیری می‌پرداختند و گرفتن سر دشمن امری محترم شمرده می‌شد. آنها معتقد بودند که قدرت و محافظت را فراهم می‌کند. علاوه بر این، آنها به دلیل ایجاد سرهای کوچک شناخته شده بودند، جایی که سر دشمنان با دقت به عنوان غنائم حفظ می‌شد. با این حال، ذکر این نکته ضروری است که این شیوه‌ها در دوران مدرن به‌طور قابل توجهی کاهش یافته یا ناپدید شده‌اند.

## فعالیت‌های معیشتی سنتی
مردمان جیوارو به‌طور سنتی برای امرار معاش خود به فعالیت‌های معیشتی متکی هستند. این شامل شکار، ماهیگیری، جمع‌آوری میوه‌ها و سبزیجات، و کشت محصولاتی مانند ذرت، یوکا و موز است. آنها دانش پیچیده‌ای از اکوسیستم جنگل دارند و منابع آن را به‌طور پایدار هدایت می‌کنند.

## هنر
صنایع دستی و پوشاک سنتی: فرهنگ جیواروایی با بیان هنری منحصر به فردش مشخص می‌شود. آن‌ها به‌خاطر صنعتگری ماهرانه، ایجاد سفال‌های پیچیده، سبدهای بافته شده، منسوجات، و جواهراتی که با طرح‌های پر جنب و جوش تزئین شده‌اند، شهرت دارند. لباس‌های سنتی اغلب شامل لباس‌های بافته شده از الیاف گیاهی و پوست حیوانات است که با پر یا مهره تزئین شده‌است.